# Leonard Cohen
Leonard Cohen (Westmount, Montreal, 21 september 1934 – Los Angeles, Californië, 7 november 2016) was een Canadese folksinger-songwriter, dichter en schrijver. Hij had hits met onder andere Suzanne, Hallelujah en So Long, Marianne.

## Levensloop

### Carrière
Cohen werd geboren in een joods middenklassegezin in een Engelssprekend deel van Montreal. Als tiener leerde hij gitaar spelen en vormde een country/folkgroep genaamd The Buckskin Boys. Hij studeerde letteren aan de McGill-universiteit met als doel dichter te worden en debuteerde in 1956 met Let Us Compare Mythologies. Reeds in 1961 was hij in Canadese poëziekringen een bekende naam. Hij kreeg een studiebeurs die hem in staat stelde zich terug te trekken op het Griekse eiland Hydra, waar hij tevens Marianne Ihlen ontmoette (voor wie So Long, Marianne en vele andere van zijn liedjes geschreven werden). Daarna verschenen de dichtbundel Flowers for Hitler (1964), zijn twee enige romans The Favourite Game (1963) en Beautiful Losers (1966) die gemengde kritieken ontvingen en weinig lezers trokken, en opnieuw een bundel gedichten Parasites of Heaven (1966). Zijn recentste poëziebundel Book of Longing verscheen in 2006.
Liefde voor folkmuziek bracht hem ertoe zelf de gitaar ter hand te nemen. Na 1966 concentreerde hij zich vooral op het schrijven van popsongs. Judy Collins nam een van zijn songs op en het werd meteen een hit: Suzanne. In 1967 verhuisde Cohen naar de Verenigde Staten. In datzelfde jaar verscheen zijn debuutalbum, Songs of Leonard Cohen. Hij vestigde een reputatie als singer-songwriter met nummers als Suzanne, Everybody Knows, The Tower of Song, Famous Blue Raincoat en First We Take Manhattan. Hij verwerkte spiritualiteit en seksualiteit in zijn nummers. Zijn songs worden gekenmerkt door zijn monotone, melancholieke stem.
Hoewel hij albums bleef maken, verdween hij eind jaren zeventig en tijdens de eerste helft van de jaren tachtig wat uit de belangstelling. Vanaf 1986 herleefde de belangstelling, omdat jongere artiesten als Nick Cave en The Sisters of Mercy hem prezen en nummers van hem opnamen. In 1988 was Cohen volledig terug met het album I'm your man, het bestverkochte album van Cohen sinds jaren. Cohen bracht af en toe tijd door in een boeddhistisch klooster, en werd in 1996 officieel ingewijd als boeddhistisch monnik.
Vlak na zijn 70ste verjaardag bleek zijn ex-vriendin en zaakwaarneemster Kelley Lynch al zijn pensioengeld verduisterd te hebben, waardoor Cohen noodgedwongen, maar met veel succes, weer ging optreden. Op wereldtournee gaf hij in juli 2008 na vijftien jaar weer concerten in Vlaanderen en Nederland: in het Minnewaterpark in Brugge en in het Amsterdamse Westerpark. In dat jaar werd hij opgenomen in de Rock and Roll Hall of Fame. In de zomer van 2012 ondernam hij de "Old Ideas World Tour", waarbij hij optrad op het Sint-Pietersplein (Gent) en in het Olympisch Stadion (Amsterdam). Hij stelde zijn album Old ideas voor en speelde klassiekers van vorige albums.

### Persoonlijk
Cohen bestudeerde verschillende religies. Zijn grootvader was rabbijn en hij kende de joodse geschriften. In de jaren zestig werd hij lid van de Church of Scientology. Later bekeerde hij zich tot het boeddhisme en bracht enige tijd als monnik door in een Zenklooster in de bergen ten noorden van Los Angeles. Dit hielp hem bij zijn depressies en neiging tot "eindeloze zelfanalyse". Maar ook was hij gevoelig voor wereldse verleidingen, zoals vrouwen, drugs en drank. Zo werd het nummer Chelsea Hotel #2 na een korte affaire met Janis Joplin geschreven.
Cohen kreeg in de jaren zeventig een zoon en een dochter met zijn toenmalige partner Suzanne Elrod. Hij is nooit getrouwd geweest. Zijn dochter Lorca is de biologische moeder van de dochter van Rufus Wainwright. Zijn zoon Adam Cohen trad in zijn voetsporen en werd eveneens een singer-songwriter.
Leonard Cohen overleed in 2016 op 82-jarige leeftijd aan de gevolgen van een val, in zijn slaap. Pas na de begrafenis in het familiegraf op de begraafplaats Shaar Hashomayim in Montreal werd zijn overlijden bekendgemaakt.

### Postuum album
Postuum verscheen in 2019 het album Thanks for the dance, samengesteld uit restmateriaal van de opnamesessies voor "afscheidsalbum" You want it darker. Zijn zoon Adam Cohen, die producer was van You want it darker, werkte schetsen uit tot alsnog complete songs. Bandopnamen van zijn vaders stem werden voorzien van begeleiding door elementair gitaarspel, met hulp van onder anderen muzikanten van The National en Arcade Fire.

## Discografie

### Albums
| Album met eventuele hitnotering(en) in de Nederlandse Album Top 100 | Datum van verschijnen | Datum van binnenkomst | Hoogste positie | Aantal weken | Opmerkingen   |
| ------------------------------------------------------------------- | --------------------- | --------------------- | --------------- | ------------ | ------------- |
| Songs of Leonard Cohen                                              | 1967                  | -                     | -               | -            |               |
| Songs from a room                                                   | 1969                  | 12-04-1969            | 12              | 8            |               |
| Songs of love and hate                                              | 1970                  | 24-04-1971            | 2               | 9            |               |
| Live songs                                                          | 1973                  | 05-05-1973            | 14              | 4            | Livealbum     |
| New skin for old ceremony                                           | 1974                  | 12-10-1974            | 18              | 1            |               |
| Death of a ladies man                                               | 1977                  | -                     | -               | -            |               |
| Recent songs                                                        | 1979                  | -                     | -               | -            |               |
| Various positions                                                   | 1984                  | -                     | -               | -            |               |
| I'm your man                                                        | 1988                  | 20-02-1988            | 16              | 13           |               |
| The future                                                          | 1992                  | 12-12-1992            | 56              | 27           |               |
| More best of Leonard Cohen                                          | 1997                  | 25-10-1997            | 69              | 5            | Verzamelalbum |
| Ten new songs                                                       | 2001                  | 20-10-2001            | 18              | 9            |               |
| Field commander Cohen: tour of 1979                                 | 2001                  | -                     | -               | -            | Livealbum     |
| The essential                                                       | 2002                  | 07-12-2002            | 10              | 28           | Verzamelalbum |
| Dear heather                                                        | 2004                  | 30-10-2004            | 34              | 7            |               |
| Live in London                                                      | 2009                  | 04-04-2009            | 7               | 29           | Livealbum     |
| Live at the Isle of Wight 1970                                      | 16-10-2009            | 24-10-2009            | 56              | 2            | Livealbum     |
| Songs from the road                                                 | 03-09-2010            | 18-09-2010            | 26              | 10           | Live cd & dvd |
| Old ideas                                                           | 27-01-2012            | 04-02-2012            | 1(2wk)          | 46           |               |
| The complete studio albums collection                               | 07-10-2011            | 31-03-2012            | 72              | 1            | Verzamelalbum |
| Popular problems                                                    | 16-09-2014            | 27-09-2014            | 1(1wk)          | 27           |               |
| Live in Dublin                                                      | 01-12-2014            | 06-12-2014            | 19              | 20           | Livealbum     |
| Can't forget – a souvenir of the grand tour                         | 10-05-2015            | 16-05-2015            | 4               | 12           | Livealbum     |
| You want it darker                                                  | 2016                  | 29-10-2016            | 1(2wk)          | 35           |               |
| Thanks for the dance                                                | 22-11-2019            | 30-11-2019            | 5               | 5            |               |

| Album met hitnotering(en) in de Vlaamse Ultratop 200 albums | Datum van verschijnen | Datum van binnenkomst | Hoogste positie | Aantal weken | Opmerkingen   |
| ----------------------------------------------------------- | --------------------- | --------------------- | --------------- | ------------ | ------------- |
| More best of Leonard Cohen                                  | 1997                  | 18-10-1997            | 19              | 6            | Verzamelalbum |
| Ten new songs                                               | 2001                  | 20-10-2001            | 6               | 9            |               |
| Dear heather                                                | 2004                  | 30-10-2004            | 9               | 16           |               |
| The collection                                              | 2008                  | 26-07-2008            | 62              | 9            | Verzamelalbum |
| Live in London                                              | 2009                  | 04-04-2009            | 4               | 45           | Livealbum     |
| Live at the Isle of Wight 1970                              | 2009                  | 31-10-2009            | 71              | 2            | Livealbum     |
| Songs from the road                                         | 2010                  | 18-09-2010            | 5               | 19           | Live cd & dvd |
| Old ideas                                                   | 2012                  | 04-02-2012            | 1(3wk)          | 51           | Goud          |
| Popular problems                                            | 2014                  | 27-09-2014            | 1(1wk)          | 43           |               |
| Live in Dublin                                              | 2014                  | 06-12-2014            | 31              | 22           | Livealbum     |
| Can't forget – a souvenir of the grand tour                 | 2015                  | 16-05-2015            | 14              | 14           | Livealbum     |
| You want it darker                                          | 2016                  | 29-10-2016            | 1(7wk)          | 61*          | Platina       |

### Singles
| Single met eventuele hitnotering(en) in de Nederlandse Top 40 | Datum van verschijnen | Datum van binnenkomst | Hoogste positie | Aantal weken | Opmerkingen                 |
| ------------------------------------------------------------- | --------------------- | --------------------- | --------------- | ------------ | --------------------------- |
| Suzanne                                                       | 1968                  | -                     | -               | -            |                             |
| Lover lover lover                                             | 1974                  | 05-10-1974            | tip17           | -            |                             |
| Hallelujah                                                    | 2009                  | -                     | -               | -            | Nr. 27 in de Single Top 100 |
| You want it darker                                            | 2016                  | -                     | -               | -            | Nr. 76 in de Single Top 100 |
| Suzanne                                                       | 2016                  | -                     | -               | -            | Nr. 79 in de Single Top 100 |

| Single met hitnotering(en) in de Vlaamse Ultratop 50 | Datum van verschijnen | Datum van binnenkomst | Hoogste positie | Aantal weken | Opmerkingen |
| ---------------------------------------------------- | --------------------- | --------------------- | --------------- | ------------ | ----------- |
| Darkness                                             | 09-01-2012            | 21-01-2012            | tip93           | -            |             |
| Show me the place                                    | 05-12-2011            | 04-02-2012            | tip24           | -            |             |

### NPO Radio 2 Top 2000
| Nummers met noteringen in de NPO Radio 2 Top 2000 | '99 | '00 | '01 | '02 | '03 | '04 | '05 | '06 | '07 | '08 | '09  | '10 | '11 | '12 | '13 | '14 | '15 | '16  | '17  | '18  | '19  | '20  | '21  | '22  | '23  | '24  |
| ------------------------------------------------- | --- | --- | --- | --- | --- | --- | --- | --- | --- | --- | ---- | --- | --- | --- | --- | --- | --- | ---- | ---- | ---- | ---- | ---- | ---- | ---- | ---- | ---- |
| Dance Me to the End of Love                       | -   | -   | -   | -   | -   | -   | -   | -   | -   | -   | -    | -   | -   | -   | -   | -   | -   | -    | -    | -    | -    | -    | 886  | 1018 | 963  | 1040 |
| Famous Blue Raincoat                              | -   | -   | -   | -   | -   | -   | -   | -   | -   | -   | -    | -   | -   | -   | -   | -   | -   | 831  | 1720 | 1723 | 1666 | 1814 | 1861 | 1888 | 1822 | 1914 |
| Hallelujah                                        | -   | -   | -   | -   | -   | -   | -   | -   | -   | -   | 1838 | -   | 163 | 142 | 173 | 154 | 188 | 29   | 98   | 127  | 124  | 138  | 135  | 181  | 174  | 172  |
| So Long, Marianne                                 | 654 | 894 | 842 | 547 | 473 | 551 | 555 | 474 | 468 | 495 | 265  | 368 | 484 | 471 | 509 | 542 | 713 | 177  | 552  | 716  | 676  | 750  | 747  | 996  | 990  | 1092 |
| Suzanne                                           | 390 | 395 | 434 | 400 | 320 | 341 | 392 | 280 | 327 | 320 | 206  | 281 | 326 | 302 | 314 | 320 | 417 | 110  | 298  | 394  | 396  | 446  | 480  | 623  | 625  | 678  |
| Take This Waltz                                   | -   | -   | -   | -   | -   | -   | -   | -   | -   | -   | -    | -   | -   | -   | -   | -   | -   | 1671 | 580  | 778  | 891  | 955  | 1093 | 1368 | 1397 | 1427 |
| You Want It Darker (nummer)                       | ×   | ×   | ×   | ×   | ×   | ×   | ×   | ×   | ×   | ×   | ×    | ×   | ×   | ×   | ×   | ×   | ×   | 1407 | 698  | 811  | 793  | 951  | 986  | 952  | 956  | 944  |

1. ↑  Een '-' betekent dat het nummer niet was genoteerd, een '×' betekent dat het nummer nog niet was uitgebracht en een vetgedrukt getal geeft de hoogste notering van een nummer aan.

### Dvd's
| Muziek-dvd met eventuele hitnotering(en) in de Nederlandse Muziek Dvd Top 30 | Datum van verschijnen | Datum van binnenkomst | Hoogste positie | Aantal weken | Opmerkingen |
| ---------------------------------------------------------------------------- | --------------------- | --------------------- | --------------- | ------------ | ----------- |
| Live in London                                                               | 2009                  | 04-04-2009            | 1(5wk)          | 59           |             |
| Songs from the road                                                          | 2010                  | 18-09-2010            | 9               | 11           |             |
| Live in Dublin                                                               | 2014                  | 06-12-2014            | 3               | 53           |             |
| Bird on a wire                                                               | 2017                  | 25-11-2017            | 13              | 2            |             |

## Filmografie
- Angel (1966)
- The Ernie Game (1967)
- Poen (1967)
- Operation X-70 (1971)
- I Am a Hotel (1983)
- The Tibetan Book of the Dead (1994)
- Yesno (2010)

## Vertalingen
- Suzanne werd in het Nederlands vertaald door Rob Chrispijn en oorspronkelijk vertolkt door Herman van Veen.
- Op initiatief van Omrop Fryslân zijn de bekendste nummers van Cohen vertaald in het Fries. Het project, waaraan vele bekende Friese artiesten deelnamen, heette Cohen in het Fries en is op een speciale cd uitgebracht.
- Op initiatief van Ron-Maria Buitenhuis zijn circa 12 bekende nummers van Cohen vertaald in het Limburgs. In bioscoop Royal te Roermond werden de nummers in november 2013 ten gehore gebracht door onder anderen Bert van den Bergh, Jos van Rens en Ron-Maria Buitenhuis.
- Yasmine bracht in 2004 een album uit, 'Vandaag, het Morgen van Gisteren', met vertaalde covers van Cohen.

## Biografie
- Sylvie Simmons, I'm your man: het leven van Leonard Cohen, Uitgeverij Nijgh & Ditmar, 2012, ISBN 9789038896298
- Francis Mus, De demonen van Leonard Cohen, Tielt : Lannoo, 2015, ISBN 978-94-0142272-7